# مجانسات المتعاقبة الحبيبية
مجانسات المتعاقبة الحبيبية (الاسم العلمي: Synechococcoideae) هي أسرة من البكتيريا تتبع فصيلة المتعاقبات الحبيبية من رتبة المتعاقبيات الحبيبية.